# Kurt Vonnegut

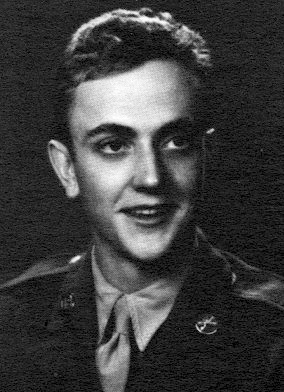
Kurt Vonnegut

Kurt Vonnegut, Jr. (Indianapolis, Indiana, 11 de novembre del 1922 - Nova York, 11 d'abril del 2007) fou un escriptor satíric estatunidenc.

## Biografia
Kurt Vonnegut va néixer a una família americano-alemanya de tercera generació a Indianapolis, lloc que esdevingué l'escenari de moltes de les seves obres. Era el fill més jove de Kurt Vonnegut Sr., un dels arquitectes més destacats de la ciutat, i Edith, filla d'un ric cerveser. Durant la Gran Depressió, la família va perdre la seva fortuna i això va representar un canvi dràstic en la situació familiar. Vonnegut va haver de deixar l'escola privada on estudiava, Orchard School, i els seus pares van haver de vendre's la casa i van quedar immersos en problemes d'alcohol, drogues i depressió.
Assistí a la Universitat Cornell, on es graduà en química. Tanmateix, el que li va despertar més interès durant la seva època d'estudiant va ser la participació en el diari estudiantil The sun, del qual va arribar a ser el cap de redacció.
Un cop acabats els estudis va unir-se a l'exèrcit dels Estats Units durant la Segona Guerra Mundial. Va pertànyer a la Divisió d'Infanteria Americana, i acabà pres com a presoner de guerra dels alemanys durant la Batalla de les Ardenes. Mentre fou presoner, Vonnegut va ser testimoni del Bombardeig de Dresden del 1945, a Alemanya, que destruí bona part de la ciutat. Vonnegut fou un dels set americans que sobrevisqueren, en un magatzem de carn subterrani anomenat Slaughterhouse Five (Escorxador Cinc en català). Els nazis li ordenaren que recollís els cadàvers que havien quedat escampats per tota la ciutat, per tal d'enterrar-los. "Però hi havia massa cadàvers per enterrar. Per això els nazis decidiren cremar-los a tots."
Un cop acabada la guerra va retornar als Estats Units i es casà amb Jane Marie Cox. L'any 1952 va publicar la seva primera novel·la, Player piano, i a partir d'aquest moment va seguir escrivint fins pràcticament la seva mort. Va cultivar principalment el gènere de la novel·la, amarada d'un humor negre molt característic i que combinava elements de la ciència-ficció, el terror, i la fantasia. També va escriure assaig, teatre i algunes narracions curtes.
Vonnegut també va ser un conegut activista a favor de la preservació de les llibertats constitucionals, el control de les armes nuclears, la protecció del medi ambient, i en contra de la militarització de la societat estatunidenca.
El 31 de gener del 2000 un incendi destruí el pis de dalt de casa seva, i Vonnegut patí una inhalació de fum que li suposà quatre dies a l'hospital en situació crítica. Va sobreviure, però la seva feina es va perdre amb l'incendi. Els darrers anys els passà amb la seva segona dona, Jill Krementz, a la seva ciutat natal de l'estat de Nova York.
Va morir l'any 2007 a conseqüència de danys cerebrals provocats per una caiguda.

## Vida personal
Vonnegut es va casar amb la seva primera dona, Jane Marie Cox, el 1945. Més tard va abraçar el cristianisme, que era contrari a les creences atees de Vonnegut, i després que cinc dels seus sis fills havien marxat de casa, Vonnegut va dir que els dos es van veure obligats a trobar altres tipus de treballs aparentment importants per fer. La parella va lluitar per les seves diferents creences fins que Vonnegut es va traslladar de casa seva a Cape Cod a Nova York el 1971. Vonnegut va qualificar els desacords de dolorosos i va dir que la divisió resultant va ser un accident terrible i inevitable que estàvem mal equipats per entendre. La parella es va divorciar però va romandre amiga fins a la mort de Jane a finals de 1986. 
Més enllà del seu matrimoni fallit, Vonnegut es va veure profundament afectat quan el seu fill Mark va patir una crisi mental el 1972, que va agreujar la depressió crònica de Vonnegut i el va portar a prendre Ritalin. Quan va deixar de prendre la droga a mitjans dels anys setanta, va començar a veure setmanalment un psicòleg.
El 1979, Vonnegut es va casar amb Jill Krementz, una fotògrafa a qui va conèixer mentre ella treballava en una sèrie sobre escriptors a principis dels anys setanta. Amb la Jill, va adoptar una filla, Lily, quan el nadó tenia tres dies. Van romandre casats fins a la seva mort.

## Mort i llegat
La sinceritat de Vonnegut, la seva voluntat de burlar-se de la saviesa rebuda, és tal que llegir la seva obra per primera vegada dona la sensació que tota la resta és una hipocresia. La seva opinió sobre la naturalesa humana era baixa, i aquesta baixa opinió s'aplicava tant als seus herois com als seus dolents: estava infinitament decebut amb la humanitat i amb ell mateix, i va expressar aquesta decepció amb una barreja d'humor negre i profunda desesperació. Podria haver-se convertit fàcilment en una maneta, però era massa intel·ligent; podria haver-se convertit en un cínic, però hi havia alguna cosa tendra en la seva naturalesa que mai no podria reprimir del tot; podria haver-se convertit en un avorrit, però fins i tot en el moment més desesperat tenia una voluntat interminable d'entretenir els seus lectors: amb dibuixos, acudits, sexe, girs argumentals estranys, ciència-ficció, el que fos.
En una entrevista de 2006 a Rolling Stone, Vonnegut va declarar sardònicament que demandaria la companyia de tabac Brown & Williamson, el fabricant dels cigarrets de la marca Pall Mall que havia estat fumant des dels 12 o 14 anys, per publicitat falsa: «Tinc 83 anys, bastards mentiders! En el paquet, Brown & Williamson prometia matar-me!»
Vonnegut va morir a Manhattan la nit de l'11 d'abril de 2007, a conseqüència de lesions cerebrals patides diverses setmanes abans, per una caiguda a la seva casa de pedra vermellosa.  La seva dona Jill va informar de la seva mort. Tenia 84 anys. Al llarg de la seva vida, havia escrit catorze novel·les, tres col·leccions de contes, cinc obres de teatre i cinc llibres de no-ficció. Un llibre compost per les seves peces inèdites, Armageddon in Retrospect, va ser compilat i publicat pòstumament pel seu fill Mark el 2008.
Quan se li va preguntar sobre l'impacte que Vonnegut va tenir en la seva obra, l'autor Josip Novakovich va declarar que tenia «molt per aprendre de Vonnegut: com comprimir les coses i, tanmateix, no comprometre-les, com trencar el fil de la història, citar uns quants relats històrics i no sufocar la narració; la facilitat amb què escriu és purament magistral, mozartiana». El columnista del Los Angeles Times Gregory Rodriguez va dir que l'autor «serà recordat amb raó com un crític social d'humor fosc i el primer novel·lista de la contracultura», i Dinitia Smith del The New York Times va anomenar Vonnegut el novel·lista de la contracultura.
Vonnegut ha inspirat nombrosos homenatges i obres pòstumes. El 2008 es va establir la Societat Kurt Vonnegut i el novembre de 2010 es va obrir el Museu i Biblioteca Kurt Vonnegut a la ciutat natal de Vonnegut, Indianàpolis. The Library of America va publicar un compendi de les composicions de Vonnegut entre 1963 i 1973 l'abril següent, i un altre compendi de les seves obres anteriors el 2012. A finals de 2011 es van publicar dues biografies de Vonnegut: Unstuck in Time de Gregory Sumner i And So It Goes de Charles J. Shields. La biografia de Shields sobre Vonnegut va crear certa controvèrsia. Segons The Guardian, el llibre retrata Vonnegut com a distant, cruel i desagradable. '"Cruel, desagradable i espantós són els adjectius que s'utilitzen habitualment per descriure'l per les cites d'amics, col·legues i familiars de Shields", va dir Wendy Smith ' The Daily Beast. "Cap al final, estava molt feble, molt deprimit i gairebé estúpid", va dir Jerome Klinkowitz de la Universitat del Nord d'Iowa, que ha examinat a Vonnegut en profunditat.
Com Mark Twain, Vonnegut va utilitzar l'humor per abordar les qüestions bàsiques de l'existència humana: per què estem en aquest món? Hi ha una figura que presideixi tot això, un déu que al final, tot i fer patir, els desitja el millor?
Les obres de Vonnegut han suscitat ira en diverses ocasions. La seva novel·la més destacada, Slaughterhouse-Five, ha estat retirada en diverses institucions en almenys 18 casos. En el cas de Island Trees School District v. Pico, el Tribunal Suprem dels Estats Units va dictaminar que la prohibició d'un districte escolar de Slaughterhouse-Five, que la junta havia anomenat antiamericà, anticristiana, antisemita i senzillament bruta—i vuit novel·les més eren inconstitucionals. Quan un consell escolar de Republic, Missouri, va decidir retirar la novel·la de Vonnegut de les seves biblioteques, la Kurt Vonnegut Memorial Library va oferir una còpia gratuïta a tots els estudiants del districte.
Tally, escrivint el 2013, suggereix que Vonnegut s'ha convertit recentment en objecte d'estudi seriós en lloc d'adulació dels fans, i encara queda molt per escriure sobre ell. "El temps perquè els estudiosos diguin 'per què val la pena llegir Vonnegut' ha acabat definitivament, gràcies a Déu. Sabem que val la pena llegir-lo. Ara digueu-nos coses que no sabem". Todd F. Davis assenyala que els seus lectors fidels mantenen viva l'obra de Vonnegut, que tenen una influència significativa a mesura que continuen comprant l'obra de Vonnegut, la transmeten a les generacions següents i mantenen tot el seu cànon imprès, una llista impressionant de més de vint llibres que [Dell Publishing] ha continuat renovant-se i amb nous dissenys de portada. Donald E. Morse assenyala que Vonnegut està ara, encara que una mica controvertit, en el cànon literari estatunidenc i mundial, així com en els plans d'estudis de secundària, universitat i postgrau. Tally escriu sobre l'obra de Vonnegut: 
| « | Les 14 novel·les de Vonnegut, tot i que cadascuna fa les seves coses, juntes són, no obstant això, experiments en el mateix projecte global. Experimentant amb la forma de la mateixa novel·la americana, Vonnegut es dedica a un intent àmpliament modernista d'aprendre i representar les estranyeses fragmentades, inestables i angoixants de l'experiència estatunidenca postmoderna ... Que en realitat no aconsegueix representar les multiplicitats canviants d'aquesta l'experiència social és fora de sentit. El que importa és l'intent, i el reconeixement que ... hem d'intentar cartografiar aquest terreny inestable i perillós, encara que sabem per endavant que els nostres esforços estan condemnats. | » |

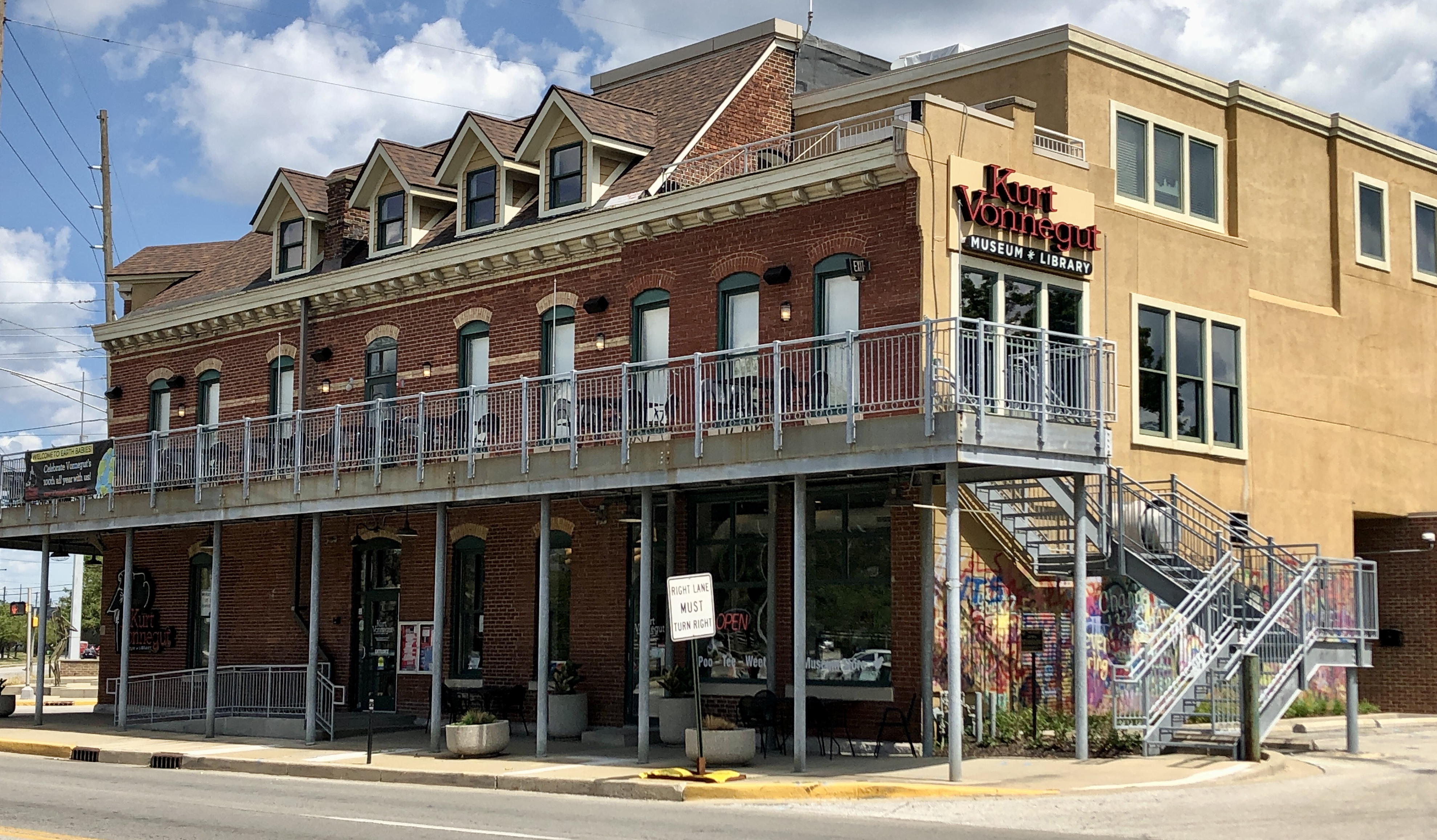
Museu i Biblioteca Kurt Vonnegut el 2022

El Saló de la Fama de la Ciència-ficció i la Fantasia va incorporar a Vonnegut pòstumament el 2015. L'asteroide 25399 Vonnegut rep aquest nom en el seu honor. Un cràter del planeta Mercuri també ha estat batejat en el seu honor. El 2021, el Museu i Biblioteca Kurt Vonnegut d'Indianapolis va ser designat com a punt de referència literari per la Literary Landmarks Association. El 1986, la biblioteca de la Universitat d'Evansville situada a Evansville, Indiana, va rebre el nom de Vonnegut, on va parlar durant la cerimònia de dedicació.

## Obra

### Novel·la
- The Sirens of Titan (1959)
- Piano player (1960)
- Mother Night (1961) (publicat en català: Mare Nit, traducció de Martí Sales, per l'Editorial Males Herbes)
- Slaughterhouse Five (1969) (publicat en català: Escorxador-5, traducció d'E. Manuel de Seabra)
- Cat's Cradle (1963) (publicat en català: Bressol de gat, traducció de Martí Sales, per l'Editorial Males Herbes)
- Breakfast of Champions (1973) (publicat en català: Esmorzar de campions, traducció de Daniel Martí)
- Jailbird (1979)
- Deadeye Dick (1982) (publicat en català: El bala perduda, traducció de Pepa Rosiñol)
- Galápagos (1985) Publicat en català: Les Galápagos, traducció de Martí Sales)
- Bluebeard (1987)
- Hocus Pocus (1990)
- Timequake (1997) (publicat en català: Salt en el temps, traducció d'Irma Triginé)

### Narracions curtes
- Welcome to the Monkey House (1968)

### Teatre
- Happy Birthday, Wanda June (1970)

### Assaig
- A Man Without a Country (2005) (publicat en català Un Home sense pàtria, traducció de Joan Solé)